# Brighton Street Scene
Brighton Street Scene (česky Scéna z ulice v Brightonu) je britský němý film z roku 1888. Režisérem je William Friese-Greene (1855–1921). Film je považován za ztracený.

## Děj
Děj filmu není znám.